# Sciatta variegata
Sciatta variegata là một loài bướm đêm trong họ Noctuidae.